# Sonate K. 214
La sonate K. 214 (F.162/L.165) en ré majeur est une œuvre pour clavier du compositeur italien Domenico Scarlatti.

## Présentation
La sonate K. 214 en ré majeur, notée Allegro vivo, forme une paire avec la sonate précédente.

## Manuscrits
Le manuscrit principal est le numéro 9 du volume III de Venise (1753), copié pour Maria Barbara ; l’autre est Parme IV 14.

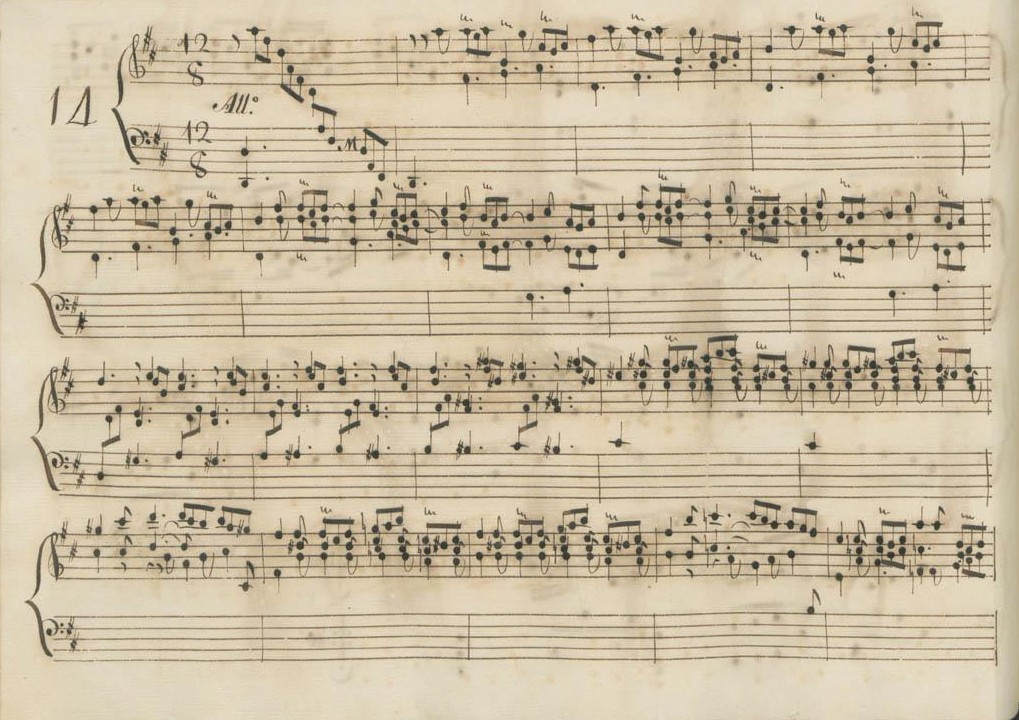
Parme IV 14.
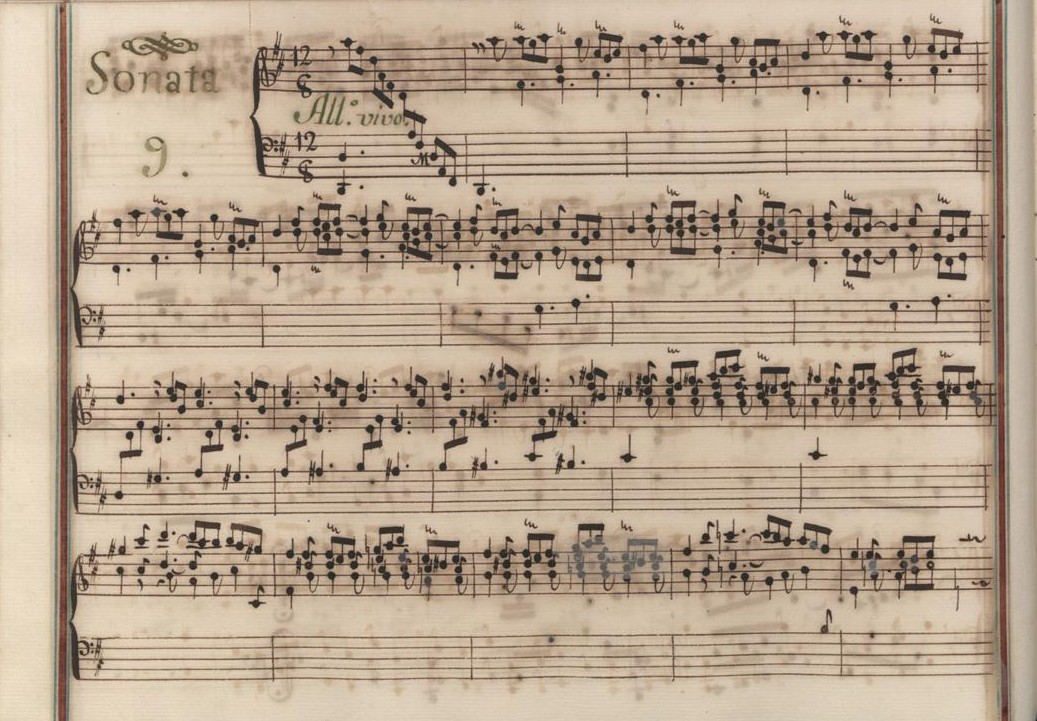
Venise III 9.

## Interprètes
La sonate K. 214 est défendue au piano notamment par Mikhaïl Pletnev (1994, Virgin), Benjamin Frith (1999, Naxos, vol. 5), Carlo Grante (2009, Music & Arts, vol. 2) et Lucas Debargue (2019, Sony) ; au clavecin par Ralph Kirkpatrick (1970, Archiv), Edward Parmentier (1985, Wildboar), Scott Ross (1985, Erato), Andreas Staier (1991, DHM), Richard Lester (2001, Nimbus, vol. 2), Pieter-Jan Belder (Brilliant Classics, vol. 5), Ottavio Dantone (2004, Stradivarius, vol. 7), Pierre Hantaï (2005, Mirare, vol. 3), Tomoko Matsuoka (2008, Genuin), Francesco Cera (2009, Brilliant Classics), Pi-hsien Chen (en) (2012, Hat Now ART), Diego Ares (2012, Pan Classics) et Francesco Corti (nl), clavecin (2024, Arcana).
Godelieve Schrama l'interprète à la harpe (1997, Challenge Classics/Brilliant Classics).

## Sources
: document utilisé comme source pour la rédaction de cet article.
- Ralph Kirkpatrick (trad. de l'anglais par Dennis Collins), Domenico Scarlatti, Paris, Lattès, coll. « Musique et Musiciens », 1982 (1re éd. 1953 (en)), 493 p. (ISBN 978-2-7096-0118-4, OCLC 954954205, BNF 34689181).
- Alain de Chambure, « Domenico Scarlatti : Intégrale des sonates — Scott Ross », Erato (2564-62092-2), 1985 (OCLC 891183737) .